# Třebel
Třebel (německy Triebl) je malá vesnice, část města Černošín v okrese Tachov v Plzeňském kraji. Nachází se asi tři kilometry západně od Černošína. Třebel je také název katastrálního území o rozloze 4,25 km².

## Historie
První písemná zmínka o vesnici pochází z roku 1251.

## Obyvatelstvo
| Rok            | 1869 | 1880 | 1890 | 1900 | 1910 | 1921 | 1930 | 1950 | 1961 | 1970 | 1980 | 1991 | 2001 | 2011 | 2021 |
| -------------- | ---- | ---- | ---- | ---- | ---- | ---- | ---- | ---- | ---- | ---- | ---- | ---- | ---- | ---- | ---- |
| Počet obyvatel | 268  | 294  | 279  | 278  | 229  | 232  | 234  | 72   | 71   | 61   | 20   | 13   | 8    | 17   | 26   |
| Počet domů     | 47   | 48   | 49   | 51   | 48   | 48   | 48   | 39   | 39   | 14   | 7    | 7    | 8    | 10   | 10   |

## Obecní správa
Při sčítání lidu v letech 1850–1959 Třebel byl samostatnou obcí v okrese Planá, v roce 1950 v okrese Stříbro. Od roku 1960 je částí města Černošín v okrese Tachov. V letech 1950–1959 k obci patřily Vížka a Záhoří.

## Pamětihodnosti
- Zřícenina hradu Třebel postaveného v polovině 13. století pány ze Svojšína a zbořeného na příkaz císaře Ferdinanda III. v roce 1648.[8]
- Zřícenina hradu Volfštejn z první poloviny 13. století, která stojí asi 2,5 kilometru jihozápadně od vesnice na výběžku Vlčí hory. Hrad byl opuštěn po bojích Jiřího z Poděbrad se Zelenohorskou jednotou v roce 1470.[9]